# بيتي في نيويورك
بيتي في نيويورك (بالإسبانية: Betty en NY)‏ هو مسلسل تلفزيوني أمريكي تم بثه على تيليموندو في عام 2019.

## روابط خارجية
- بيتي في نيويورك على موقع IMDb (الإنجليزية)
- بيتي في نيويورك على موقع روتن توميتوز (الإنجليزية)
- بيتي في نيويورك على موقع كينوبويسك (الروسية)
- بيتي في نيويورك على موقع ألو سيني (الفرنسية)
- بيتي في نيويورك على موقع قاعدة بيانات الفيلم (الإنجليزية)